# Melanchroia vazquezae
Melanchroia vazquezae är en fjärilsart som beskrevs av Beutelspacher 1978. Melanchroia vazquezae ingår i släktet Melanchroia och familjen mätare. Inga underarter finns listade i Catalogue of Life.